# バカとテストと召喚獣のディスコグラフィ
バカとテストと召喚獣のディスコグラフィ（バカとテストとしょうかんじゅうのディスコグラフィ）では、テレビアニメ『バカとテストと召喚獣』の関連CDについて記述する。発売元はLantis。

## サウンドトラック

### Bakatesu Gachinko Music
2010年3月24日にLantisから発売された。テレビアニメ『バカとテストと召喚獣』のサウンドトラック。 正式名称は『「Bakatesu Gachinko Music」略して、「バカテスBGM」』である。
CDジャケットには、姫路瑞希、島田美波、木下秀吉、霧島翔子が描かれている。テレビアニメ『バカとテストと召喚獣』の第7話から第9話まで放映されたエンディングテーマも収録されている。BGMは虹音が担当している。
収録曲
1. 俺たちはFクラス [1:56]
2. すきま風Fクラス [1:27]
3. がまんして下さい [1:42]
4. たのしい学園生活 [1:25]
5. ONE for ALL [1:46]
6. ALL for ONE [1:35]
7. いざ！試召戦争へ!![1:33]
8. 試獣召喚! [1:49]
9. 観察処分者 [1:52]
10. 最終決戦 [2:13]
11. 気持ち良い敗戦 [1:44]
12. サブタイトルA [0:08]
13. 壊れかけのちゃぶ台 [2:10]
14. ゆかいなFクラス [1:33]
15. カロリーは大事に [0:42]
16. 格差社会 [1:50]
17. 最高級設備 [1:52]
18. 王者の風格 [1:39]
19. 立てよ！Fクラス!! [1:39]
20. 宣戦布告 [1:43]
21. 学園の掟 [1:41]
22. 鬼の補習 [1:34]
23. 陰謀のニオイ [1:31]
24. 理事長の企み [1:55]
25. 作戦会議 [1:34]
26. Aクラス候補の実力 [1:39]
27. 本気のFクラス [1:38]
28. 晴れやかな快勝 [2:01]
29. 姫路瑞希 [1:35]
30. 島田美波 [2:13]
31. 霧島翔子 [1:38]
32. 久保利光 [1:56]
33. サブタイトルB [0:09]
34. のんびりFクラス [1:01]
35. 木下秀吉 [1:16]
36. 異端審問会 [1:26]
37. みにくいあらそい [1:49]
38. 吉井明久 [1:01]
39. かわいい召喚獣 [1:11]
40. 坂本雄二 [1:31]
41. ムッツリーニ [1:36]
42. 清水美春 [1:22]
43. 島田葉月 [0:33]
44. 愛のカタチ [1:24]
45. 乙女たちの祈り [2:01]
46. 晴れときどき笑顔 [3:30]
  - 歌：姫路瑞希（原田ひとみ）、島田美波（水橋かおり）、木下秀吉（加藤英美里）、霧島翔子（磯村知美）、作詞・作曲：yozuca*、編曲：黒須克彦
  - テレビアニメ『バカとテストと召喚獣』エンディングテーマ

47. ここ、テストに出ます [0:32]

## キャラクターソングアルバム

### バカとテストと召喚獣 キャラクターソングミニアルバム
テレビアニメ『バカとテストと召喚獣』のキャラクターソングミニ・アルバム。2010年2月24日にLantisから発売された。テレビアニメ『バカとテストと召喚獣』のキャラクターソングが収録されている。CDジャケットには、吉井明久、 姫路瑞希、島田美波、坂本雄二、木下秀吉、土屋康太が描かれている。
収録曲
1. Fは無敵な合言葉 [4:46]
  - 歌：吉井明久（下野紘）、作詞：Mari-Joe、作曲・編曲：森脇正敏

2. 恋のスクランブルエッグ [5:25]
  - 歌：姫路瑞希（原田ひとみ）、作詞：Mari-Joe、作曲：村井大、編曲：近藤昭雄

3. ツンデレ道 [3:33]
  - 歌：島田美波（水橋かおり）、作詞：Mari-Joe、作曲・編曲：荒木啓六

4. 壊男〜KAIDAN〜 [3:29]
  - 歌：坂本雄二（鈴木達央）、作詞：Mari-Joe、作曲・編曲：ISAO

5. ムッツリーニと機関銃 [3:56]
  - 歌：土屋康太（宮田幸季）、作詞：林宏次、作曲：M.KAWAMOTO、編曲：高田暁

6. サクラチル サクラサク [4:47]
  - 歌：木下秀吉（加藤英美里）、作詞：林宏次、作曲・編曲：原田勝通

### 明久ハーレムCD
テレビアニメ『バカとテストと召喚獣にっ!』のキャラクターソングミニアルバム。2011年8月24日にLantisから発売された。
明久をフィーチャーした作品のため、収録されている曲は全曲明久と他のキャラクターによるデュエットソングとなっている。明久とデュエットしているキャラクターは坂本雄二、姫路瑞希、島田美波、木下秀吉、島田葉月であり、下野紘、鈴木達央、原田ひとみ、水橋かおり、加藤英美里、平田真菜が唄っている。ディスクジャケットには吉井明久、坂本雄二、姫路瑞希、島田美波、木下秀吉、島田葉月がキャラクターデザイナー・大島美和により描かれている。なお収録曲の作詞は全て畑亜貴が手掛けている。
収録曲
全作詞：畑亜貴
1. 今日も今日とてBun-bun-bun [4:17]
  - 歌：吉井明久（下野紘）、坂本雄二（鈴木達央）、作曲・編曲：河原嶺旭

2. 月光Love sick [3:54]
  - 歌：吉井明久（下野紘）、姫路瑞希（原田ひとみ）、作曲・編曲：河原嶺旭

3. 日常は落胆の先にある [4:26]
  - 歌：吉井明久（下野紘）、島田美波（水橋かおり）、作曲・編曲：鈴木裕明

4. 学園カオスのススメ [4:17]
  - 歌：吉井明久（下野紘）、木下秀吉（加藤英美里）、作曲：福本公四郎、編曲：安藤高弘

5. 純情パンチ!!! [3:40]
  - 歌：吉井明久（下野紘）、島田葉月（平田真菜）、作曲・編曲：河田貴央

6. 今日も今日とてBun-bun-bun -雄二 only ver.-
  - 歌：鈴木達央

7. 月光Love sick -瑞希 only ver.-
  - 歌：原田ひとみ

8. 日常は落胆の先にある -美波 only ver.-
  - 歌：水橋かおり

9. 学園カオスのススメ -秀吉 only ver.-
  - 歌：加藤英美里

10. 純情パンチ!!! -葉月 only ver.-
  - 歌：平田真菜

## キャラクターシングル

### 秀吉

#### ワシとソングと演劇魂
木下秀吉のシングル。2010年5月26日にLantisから発売された。 テレビアニメ『バカとテストと召喚獣』に登場する木下秀吉（加藤英美里）のキャラクターソングシングル。
CDジャケットには、木下秀吉がワイシャツ姿でベッドに俯いている様子が描かれている。「月刊シリーズ」を模したデザインになっており、月刊の代わりに主演：木下秀吉と表記されている。公式サイトなどでは、『木下秀吉オンリーシングル』と表記されている。内容は木下秀吉のキャラクターソングと秀吉の練習が収録されている。
収録曲
1. 秀吉の胸の内 [1:13]
2. B.C.O [3:48]
  - 作詞・作曲：rino、編曲：安藤高弘

3. 青春と夕暮れとスカート [4:19] 
  - 作詞：rino、作曲：俊龍、編曲：戸田章世

4. いつもの練習風景 [1:11]
5. もしも、秀吉が朝、起こしにきてくれたら [0:08]
6. もしも、秀吉が素直じゃない幼馴染だったら [0:12]
7. もしも、秀吉がツンデレな彼女だったら [0:09]
8. もしも、秀吉とイチャラブな昼食をとったら [0:13]
9. もしも、秀吉がお姉さんだったら [0:16]
10. もしも、秀吉が妹だったら [0:08]
11. もしも、秀吉と一つ屋根の下で過ごしていたら [0:11]
12. もしも、秀吉が奥さんだったら [0:10]
13. もしも、秀吉にお風呂に誘われたら [0:10]
14. もしも、秀吉にかわいく怒られたら [0:06]
15. もしも、秀吉に電話が鳴ってるのを教えてもらったら [0:08]
16. もしも、秀吉にメールが来てるのを教えてもらったら [0:08]
17. もしも、秀吉が家庭教師の先生だったら [0:11]
18. もしも、秀吉に怒ってもらったら [0:11]
19. もしも、秀吉がドジッ娘だったら [0:08]
20. 秀吉の疑問 [0:37]

#### ワシと僕らと恋愛術
木下秀吉の2枚目のシングル。2011年10月26日にLantisから発売。 ディスクジャケットには、木下秀吉が体操着にブルマ姿でベッドに体育座りしている様子が描かれている
収録曲
1. 朝っぱらから風に誘われたのじゃ。 [4:01] 
  - 作詞：畑亜貴、作曲・編曲：鈴木裕明

2. ラムネ色の日曜日 [4:41] 
  - 作詞：rino、作曲・編曲：増谷賢

3. twins,oh no! no more double!! [4:31] 
  - 作詞：畑亜貴、作曲・編曲：鈴木裕明

4. マサカマジカ?ナゼカマジカ! [3:51] 
  - 作詞：畑亜貴、作曲・編曲：Talk Miyazawa

5. 流星になって [4:31] 
  - 作詞：rino、作曲・編曲：鈴木裕明

### わたしとウチと乙女心
姫路瑞希と島田美波のソロキャラクターソング、姫路瑞希役の原田ひとみと島田美波役の水橋かおりが歌っている。ディスクジャケットには、姫路瑞希と島田美波がキャラクターデザイナー・大島美和により描かれている。
収録曲
全作詞：畑亜貴
1. 会いたくても会いたくても遠いのです [4:46]
  - 歌：原田ひとみ 作曲・編曲：河原嶺旭

2. Navigated you, and you? [3:48]
  - 歌：水橋かおり 作曲・編曲：佐々倉有吾

3. 会いたくても会いたくても遠いのです（off vocal）
4. Navigated you, and you?（off vocal）

### Fancy×Funky乙女団
清水美春、島田葉月、霧島翔子の3人をフィーチャーしたデュエットソングで、清水美春役の竹達彩奈、島田葉月役の平田真菜、霧島翔子役の磯村知美が歌っている。 2011年10月26日にLantisから発売。ディスクジャケットにはキャラクターデザイナー・大島美和による清水美春、島田葉月、霧島翔子のイラストが描かれている。
収録曲
全作詞：畑亜貴
1. Fancy×Funky乙女団 [3:05]
  - 作曲・編曲：河原嶺旭

2. 想いが空を時を陸を海を越えて [5:22]
  - 作曲：渡辺翔、編曲：佐伯高志

3. Fancy×Funky乙女団 -Off Vocal-
4. 想いが空を時を陸を海を越えて -Off Vocal-